# مارش غيبن (باكينجهامشير)
مارش غيبن (بالإنجليزية: Marsh Gibbon)‏ هي قرية وأبرشية مدنية تقع في المملكة المتحدة في إنجلترا. يقدر عدد سكانها بـ 969 نسمة .